# BMPR1A
Il recettore della proteina morfogenetica dell'osso, tipo IA (dall'inglese Bone morphogenetic protein receptor, type IA) conosciuto come BMPR1A è una proteina che nell'uomo è codificata dal gene BMPR1A. La BMPR1A è anche denominata CD292 (cluster of differentiation 292).

## Funzione
I recettori della proteina morfogenetica dell'osso (BMP) sono una famiglia di serina/treonina chinasi transmembrana che include i recettori tipo I BMPR1A e BMPR1B e il recettore di tipo II BMPR2. Questi recettori sono anche strettamente correlati con i recettori dell'activina, ACVR1 e ACVR2. I ligandi di questi recettori sono membri della superfamiglia del TGF beta. I TGF-beta e le activine trasducono i loro segnali attraverso la formazione di complessi eteromerici con 2 differenti tipi di recettori serina (treonina) chinasi: i recettori tipo I di circa 50-55 kD e recettori tipo II di circa 70-80kD. Il ligando si attacca ai recettori di tipo II in assenza dei recettori di tipo I, ma i recettori di tipo II hanno bisogno del recettore di tipo I per l'attivazione, mentre i recettori di tipo I hanno bisogno del recettore tipo II per attaccarsi al ligando.
La BMP inibisce il segnale WNT per mantenere stabile la popolazione delle cellule staminali. Topi senza BMPR1A muoiono dopo 8 giorni di embiogenesi senza il differenziamento del mesoderma, il che dimostra il ruolo vitale nella gastrulazione. È stato dimostrato sperimentalmente utilizzando embrioni di pollo con BMPR1A dominante negativo che il BMPR1A gioca un ruolo nell'apoptosi e nello sviluppo degli adipociti. Utilizzando forme costitutivamente attive di BMPR1A si osserva che esso gioca un ruolo nel differenziamento cellulare. I segnali trasdotti dal recettore BMPR1A non sono essenziali per la formazione o proliferazione degli osteoblasti; comunque, il BMPR1A è necessario per la deposizione della matrice extracellulare da parte degli osteoblasti. Negli embrioni di pollo, i recettori BMPR1A si trovano a bassi livelli nella gemma mesenchimale dell'abbozzo degli arti, a differenza del BMPR1B, il che supporta il differente ruolo che essi giocano nell'osteogenesi.

## Ligandi
- Agonisti: BMP2, BMP4, BMP6, BMP7 e GDF6
- Antagonisti: Noggin e Chordin

## Malattie
BMPR1A, SMAD4 e PTEN sono responsabili della poliposi giovanile, della poliposi giovanile intestinale e della malattia di Cowden.

## Interazioni
BMPR1A è stato dimostrato interagire con SF3B4, ZMYND11 e Bone morphogenetic protein 2.